# Chubb少額短期保険
Chubb少額短期保険株式会社（チャブしょうがくたんきほけん）はChubb損害保険株式会社100%出資の少額短期保険会社である。

## 概要
保険業法の改正（2006年4月1日施行）を受け、世界53か国でビジネスを展開するエース・リミテッド（現：Chubb Limited）の日本法人であるエース損害保険株式会社（現：Chubb損害保険株式会社）およびあんしん共済が主体となり、エース賃貸少額短期保険株式会社として2008年3月に設立された。家財保険を販売する少額短期保険会社の中で、損害保険会社の100%出資を受けている数少ない会社の一つである。
現在は賃貸入居者向けの家財保険の販売を主力としている。

## 沿革
- 2008年4月 - エース賃貸少額短期保険株式会社として少額短期保険業務を開始
- 2008年4月 - 賃貸住宅入居者専用保険「エース・マイルームプラン」の販売を開始
- 2010年2月 - 事務所・店舗向け保険「エース・テナントケア」の発売を開始
- 2013年12月 - 賃貸住宅入居者専用保険「新エース・マイルームプラン」の発売を開始
- 2015年12月 - 修理費用拡張補償特約付「新エース・マイルームプランSE」の発売を開始
- 2016年10月 - Chubb少額短期保険株式会社に商号変更